# Selezioni giovanili della nazionale maschile di pallacanestro della Georgia
Le selezioni giovanili della nazionale maschile di pallacanestro della Georgia sono gestite dalla Federazione cestistica della Georgia e partecipano ai tornei cestistici internazionali, per squadre nazionali, limitatamente a specifiche classi d'età.

## Under-20
Rappresenta i migliori giocatori di nazionalità georgiana di età non superiore ai 20 anni. Partecipa a tutte le manifestazioni internazionali giovanili di pallacanestro per nazioni gestite dalla FIBA.
Nel corso degli anni questa selezione ha subito alcuni cambiamenti nel nome, dovuti agli adeguamenti nelle normative della FIBA in fatto di classificazione delle categorie giovanili.
Agli inizi la denominazione originaria era Nazionale Juniores, in quanto la FIBA classificava le fasce di età sotto i 22 anni con la denominazione "juniores". In seguito, denominazione e fasce di età sono state equiparate, divenendo Nazionale Under 22. Dal 2000, la FIBA ha modificato nuovamente il tutto, equiparando sotto la dicitura "under 20" sia denominazione che fasce di età. Da allora la selezione ha preso il nome attuale.

### Partecipazioni
FIBA EuroBasket Under-20
- 2007 - 12°
- 2008 - 16°
- 2012 - 16°
- 2013 - 20°

### Formazioni
Georgia under 20 - Campionato europeo maschile di pallacanestro Under-20 20074 Gaprindashvili, 5 Tsivtsivadze, 6 Tsekvava, 7 Lapanashvili, 8 Didia, 9 Chochua, 10 Parghalava, 11 Jgerenaia, 12 Gulisabedashvili, 13 Matiashvili, 14 Berishvili, 15 Shermadini,        All. David Ustiashvili
 Georgia under 20 - Campionato europeo maschile di pallacanestro Under-20 20084 Gulisabedashvili, 5 Shengelia, 6 Pirvelashvili, 7 Tsivtsivadze, 8 Tsekvava, 9 Shermadini, 10 Ivaneishvili, 11 Jgerenaia, 12 Gaprindashvili, 13 Matiashvili, 14 Nozadze, 15 Patsatsia,        All. David Ustiashvili
 Georgia under 20 - Campionato europeo maschile di pallacanestro Under-20 20124 Tetelashvili, 5 Eliadze, 6 Pkhak'adze, 7 Burjanadze, 8 Bokolishvili, 9 Javakhshvili, 10 Machaladze, 11 Tenieshvili, 12 Alkhanaidze, 13 Rogava, 14 Lominashvili, 15 Sanadze,        All. David Ustiashvili
 Georgia under 20 - Campionato europeo maschile di pallacanestro Under-20 20134 Ormotsadze, 5 Ramishvili, 6 O. Pkhak'adze, 7 T. Phkhadze, 8 Grdzelidze, 9 Gogodze, 10 Mikeladze, 11 Kvantaliani, 12 Tsirekidze, 13 Rogava, 14 Gelazonia, 15 Jinch'aradze,        All. David Ustiashvili

## Under-18
Rappresenta i migliori giocatori di nazionalità georgiana di età non superiore ai 18 anni. Partecipa a tutte le manifestazioni internazionali giovanili di pallacanestro per nazioni gestite dalla FIBA.
Nel corso degli anni questa selezione ha subito alcuni cambiamenti nel nome, dovuti agli adeguamenti nelle normative della FIBA in fatto di classificazione delle categorie giovanili.
Agli inizi la denominazione originaria era Nazionale Cadetti, in quanto la FIBA classificava le fasce di età dai 16 ai 18 anni con la denominazione "cadetti". Dal 2000, la FIBA ha modificato il tutto, equiparando sotto la dicitura under 18, sia denominazione che fasce di età. Da allora la selezione ha preso il nome attuale.
Fino al 1991, ha fatto parte della nazionale di categoria sovietica

### Partecipazioni
FIBA EuroBasket Under-18
- 2004 - 11°

## Under-16
Rappresenta i migliori giocatori di nazionalità georgiana di età non superiore ai 16 anni. Partecipa a tutte le manifestazioni internazionali giovanili di pallacanestro per nazioni gestite dalla FIBA.
Nel corso degli anni questa selezione ha subito alcuni cambiamenti nel nome, dovuti agli adeguamenti nelle normative della FIBA in fatto di classificazione delle categorie giovanili.
Agli inizi la denominazione originaria era Nazionale Allievi, in quanto la FIBA classificava le fasce di età dai 16 ai 18 anni con la denominazione "allievi". Dal 2000, la FIBA ha modificato il tutto, equiparando sotto la dicitura under 18, sia denominazione che fasce di età. Da allora la selezione ha preso il nome attuale.
Fino al 1991, ha fatto parte della nazionale di categoria sovietica

### Partecipazioni
- 1997 - 9°
- 1999 - 7°
- 2001 - 11°

- 2004 - 15°
- 2007 - 12°
- 2008 - 16°

- 2018 - 16°